# King Kong

King Kong în filmul original din 1933 luptându-se cu avioane pe Empire State Building.

King Kong este un personaj ficțional, un monstru gigant din filme, care înfățișează o gorilă uriașă ce a apărut în mai multe filme din 1933 până acum. Acestea includ primul film din 1933, precum și filmele din 1976 și 2005.
King Kong a fost creat de americanul Merian C. Cooper. În filmul original, numele gorilei este Kong, un nume dat de locuitorii insulei Skull din Oceanul Pacific, unde trăiește Kong alături de alte animale supradimensionate, cum ar fi plesiosaurii, pterosaursii și alți dinozauri. 
Un echipaj de film american, condus de Carl Denham, îl capturează pe Kong și-l aduce la New York, unde va fi expus ca „A Opta Minune a Lumii”. Kong evadează și se urcă pe Empire State Building (World Trade Center în remake-ul din 1976) în timp ce Denham spune „A fost frumoasa care a omorât bestia” pentru că el se urcă pe clădire pentru a o proteja pe Ann Darrow, o actriță oferită inițial lui Kong ca sacrificiu (în remake-ul din 1976, caracterul ei s-a numit Dwan).